# Shōshimin Series
Shōshimin Series (Nhật: 〈小市民〉シリーズ (Tiểu thị dân Series) Hepburn: Shōshimin Shirīzu) là một loạt tiểu thuyết đề tài ly kỳ của tác giả Yonezawa Honobu. Nhà xuất bản Tokyo Sogensha phụ trách khâu ấn hành tác phẩm từ tháng 12 năm 2004, với năm tập đã được xuất bản tính đến tháng 4 năm 2024. Bản chuyển thể manga của cuốn tiểu thuyết đầu tiên được đăng dài kỳ trên tạp chí manga shōnen Monthly GFantasy của Square Enix từ tháng 4 năm 2007 đến tháng 12 năm 2008. Chuyển thể manga của tập tiểu thuyết thứ hai được đăng dài kỳ trên Monthly GFantasy từ tháng 2 năm 2010 đến tháng 1 năm 2011. Loạt anime truyền hình chuyển thể hai tập tiểu thuyết đầu tiên do hãng Lapin Track sản xuất, đồng thời lên sóng từ tháng 7 đến tháng 9 năm 2024.

## Nhân vật
Kobato Jōgorō (小鳩常悟朗)
Lồng tiếng bởi: Umeda Shūichirō
Osanai Yuki (小佐内ゆき)
Lồng tiếng bởi: Yōmiya Hina
Dōjima Kengo (堂島健吾)
Lồng tiếng bởi: Furukawa Makoto

## Danh sách tập
| #  | Nhan đề                                                               | Ngày phát hành       | ISBN              |
| -- | --------------------------------------------------------------------- | -------------------- | ----------------- |
| 1  | Shunki Gentei Ichigo Tart Jiken (春期限定いちごタルト事件)            | 24 tháng 12 năm 2004 | 978-4-488-45101-1 |
| 2  | Kaki Gentei Tropical Parfait Jiken (夏期限定トロピカルパフェ事件)     | 14 tháng 4 năm 2006  | 978-4-488-45102-8 |
| 3a | Shūki Gentei Kuri Kinton Jiken (Ue) (秋期限定栗きんとん事件〈上〉)    | 27 tháng 2 năm 2009  | 978-4-488-45105-9 |
| 3b | Shūki Gentei Kuri Kinton Jiken (Shita) (秋期限定栗きんとん事件〈下〉) | 13 tháng 3 năm 2009  | 978-4-488-45106-6 |
| 4  | Pari Makaron no Nazo (巴里マカロンの謎)                               | 31 tháng 1 năm 2020  | 978-4-488-45111-0 |
| 5  | Tōki Gentei Bonbon Chocolat Jiken (冬期限定ボンボンショコラ事件)      | 26 tháng 4 năm 2024  | 978-4-488-45112-7 |

## Chuyển thể

### Manga
Tựa manga chuyển thể từ tập tiểu thuyết đầu tiên Shunki Gentei Ichigo Tart Jiken, do Manjūya Anko minh họa, và tạp chí manga shōnen Monthly G Fantasy của Square Enix đăng dài kỳ từ ngày 18 tháng 4 năm 2007 đến ngày 18 tháng 12 năm 2008, đồng thời được biên soạn thành hai tập tankōbon.
Bộ manga chuyển thể từ tập tiểu thuyết thứ hai Kaki Gentei Tropical Parfait Jiken, do OmiOmi minh họa và Yamasaki Fua chịu trách nhiệm sáng tác, được đăng dài kỳ trên cùng một tạp chí từ ngày 18 tháng 2 năm 2010 đến ngày 18 tháng 1 năm 2011. Phía nhà xuất bản đã tổng hợp bộ truyện thành hai tập tankōbon.

#### Shunki Gentei Ichigo Tart Jiken
| # | Ngày phát hành      | ISBN              |
| - | ------------------- | ----------------- |
| 1 | 27 tháng 2 năm 2008 | 978-4-7575-2230-5 |
| 2 | 27 tháng 2 năm 2009 | 978-4-7575-2487-3 |

#### Kaki Gentei Tropical Parfait Jiken
| # | Ngày phát hành      | ISBN              |
| - | ------------------- | ----------------- |
| 1 | 27 tháng 8 năm 2010 | 978-4-7575-2983-0 |
| 2 | 26 tháng 2 năm 2011 | 978-4-7575-3152-9 |

### Anime
Ngày 12 tháng 1 năm 2024, phía nhà đài TV Asahi đã công bố tựa anime truyền hình chuyển thể từ hai cuốn tiểu thuyết Shunki Gentei Ichigo Tart Jiken và Kaki Gentei Tropical Parfait Jiken, dưới tựa đề Shoshimin: Cách để trở nên bình thường (小市民シリーズ Shōshimin Shirīzu). Xưởng Lapin Track đảm nhận vai trò chế tác hoạt họa, còn Mamoru Kanbe phụ trách công đoạn đạo diễn, trong khi Ono Toshiya viết kịch bản, Saitō Atsushi thiết kế nhân vật và Obata Takahiro biên soạn nhạc phim kiêm sáng tác nhạc hiệu chính. Phim lên sóng vào ngày 7 tháng 7 năm 2024 trong khung giờ NUMAnimation của TV Asahi, BS Asahi và 24 đài liên kết khác. Bài hát chủ đề mở đầu của phim là "Sweet Memory" do Eve trình bày, còn nhạc hiệu kết phim là "Itokenai" của ammo. Sau tập thứ mười, đội ngũ sản xuất đã công bố mùa thứ hai của tác phẩm. Theo đó, bộ phim sẽ tập trung chuyển thể các vụ án bao gồm Shūki Gentei Kuri Kinton Jiken và Tōki Gentei Bonbon Chocolat Jiken. Tựa anime dự kiến lên sóng từ ngày 5 tháng 4 năm 2025.
Crunchyroll đảm nhận khâu cấp phép cho bộ phim tại thị trường Bắc Mỹ. Trong khi đó, hãng Medialink phụ trách vai trò phân phối tác phẩm tại Trung Á, Nam Á (trừ Ấn Độ), Đông Nam Á và châu Đại Dương (trừ New Zealand và Úc), đồng thời phát hành bộ phim trên kênh YouTube Ani-One Vietnam với phiên bản phụ đề tiếng Việt. Còn tại thị trường Hàn Quốc, JJ MediaWorks là bên cấp phép cho tựa anime trên các nền tảng Laftel và Naver.

#### Danh sách tập phim

##### Mùa 1
| TT. | Tiêu đề | Đạo diễn          | Biên kịch     | Bảng phân cảnh    | Hoạt họa      | Ngày phát hành gốc  |
| --- | --- | ----------------- | ------------- | ----------------- | ------------- | ------------------- |
| 1 | "Trang phục đội lốt cừu" Chuyển ngữ: "Hitsuji no Kigurumi" (tiếng Nhật: 羊の着ぐるみ)                                 | Takano Yayoi      | Ōno Toshiya   | Kanbe Mamoru      | Gushiken Mayu | 5 tháng 7 năm 2024  |
| Kobato và Osanai cùng thi đậu vào một ngôi trường cấp ba và quyết định ăn mừng bằng việc đi ăn bánh ngọt. Trên đường đi, Kobato gặp lại Dōjima (người bạn cũ hồi cấp 1 của cậu). Một hôm, Osanai rủ Kobato đi mua món bánh ngọt giới hạn chỉ bán vào mùa xuân. Tuy nhiên, lúc này Dōjima lại nhờ Kobato tìm chiếc túi cho Yoshiguchi. Sau một hồi suy luận, Kobato tìm ra thủ phạm là Yoichi và yêu cầu cậu trả lại túi cho Yoshiguchi. Sau khi giải quyết xong chuyện của Dōjima, Kobato và Osanai đến tiệm bánh và mua được hai chiếc bánh ngọt cuối cùng. Tiếp đến, cả hai tới cửa hàng tiện lợi nhưng khi ra ngoài thì phát hiện xe của mình bị trộm và thủ phạm đã làm dập nát chiếc bánh mua được dưới nền nhựa. | |                   |               |                   |               |                     |
| 2 | "Cách làm cacao ngon" Chuyển ngữ: "Oishii Kokoa no Tsukurikata" (tiếng Nhật: おいしいココアの作り方)                  | Takeuchi Nobuyuki | Ono Toshiya   | Takeuchi Nobuyuki | TBA           | 14 tháng 7 năm 2024 |
| 3 | "Humpty Dumpty" Chuyển ngữ: "Hanputi・Danputi" (tiếng Nhật: ハンプティ・ダンプティ)                                   | Nagatomo Takakazu | Utsumi Teruko | Nagatomo Takakazu | TBA           | 21 tháng 7 năm 2024 |
| 4 | "Trái tim của sói cô độc" Chuyển ngữ: "Korō no Kokoro" (tiếng Nhật: 狐狼の心)                                         | Kokun             | Ohno Toshiya  | Nagatomo Takakazu | TBA           | 4 tháng 8 năm 2024  |
| 5 | "Bí mật bánh mứt Đức" Chuyển ngữ: "Hakurin Age Pan no Nazo" (tiếng Nhật: 伯林あげぱんの謎)                            | Takano Yayoi      | Utsumi Teruko | Kawabata Takashi  | TBA           | 11 tháng 8 năm 2024 |
| 6 | "Bánh Cherlotte là của mình" Chuyển ngữ: "Sharurotto Dake wa Boku no Mono" (tiếng Nhật: シャルロットだけはぼくのもの) | Arai Miho         | Ohno Toshiya  | Natsu Rakutoku    | TBA           | 18 tháng 8 năm 2024 |
| 7 | "Shake Half" Chuyển ngữ: "Sheiku hāfu" (tiếng Nhật: シェイク・ハーフ)                                                 | Takano Yayoi      | Utsumi Teruko | Takano Yayoi      | TBA           | 25 tháng 8 năm 2024 |
| 8 | "Lại đây, cho kẹo nè" Chuyển ngữ: "Oide, Kyandī o Ageru" (tiếng Nhật: おいで、キャンディーをあげる)                   | TBA               | TBA           | TBA               | TBA           | 1 tháng 9 năm 2024  |
| 9 | "Kỷ niệm ngọt ngào (phần đầu)" Chuyển ngữ: "Suīto・Memorī（Zenpen)" (tiếng Nhật: スイート・メモリー（前編）)          | Arai Miho         | Ono Toshiya   | Kanbe Mamoru      | TBA           | 8 tháng 9 năm 2024  |
| 10 | "Kỷ niệm ngọt ngào (phần sau)" Chuyển ngữ: "Suīto・Memorī（Kōhen)" (tiếng Nhật: スイート・メモリー（後編）)           | Yamaoka Minoru    | Ono Toshiya   | Kanbe Mamoru      | TBA           | 15 tháng 9 năm 2024 |

##### Mùa 2
| TT. tổng thể | TT. trong mùa phim | Tiêu đề                                                                                               | Đạo diễn  | Biên kịch   | Bảng phân cảnh | Ngày phát hành gốc |
| ------------ | ------------------ | --- | --------- | ----------- | -------------- | ------------------ |
| 11           | 1                  | "Mùa đông ấm áp (phần đầu)" Chuyển ngữ: "Atataka na fuyu (zenpen)" (tiếng Nhật: あたたかな冬（前編）) | Arai Miho | Ono Toshiya | Kanbe Mamoru   | 6 tháng 4 năm 2025 |